# Conrad Richter
Conrad Michael Richter (* 13. Oktober 1890 in Pine Grove, Pennsylvania; † 30. Oktober 1968 in Pottsville, Pennsylvania) war ein US-amerikanischer Schriftsteller, der den Pulitzer-Preis und den National Book Award gewann.

## Biografie
Nach einer Tätigkeit als Redakteur bei der lokalen Tageszeitung Patton Pennsylvania Courier war er Privatsekretär einer wohlhabenden Unternehmerfamilie, ehe er ein Jugendmagazin herausgab. 1928 verzog er wegen der angegriffenen Gesundheit seiner Ehefrau nach Albuquerque.
Richter begann seine schriftstellerische Laufbahn erst Mitte der 1930er Jahre und veröffentlichte 1936 seinen Debütroman The Sea of Grass (1936), dem noch im gleichen Jahr Early Americana folgte. Der dritte Band seiner Awakening Land-Trilogie (The Trees (1940), The Fields (1946), The Town (1950)) wurde 1951 mit dem Pulitzer-Preis für Romane ausgezeichnet.
Daneben verfasste er zahlreiche weitere Romane wie Tacey Cromwell (1942), The Light in the Forest (1953) über die Esopus-Kriege, The Mountain on the Desert (1955) und The Lady (1957).
Elia Kazan verfilmte The Sea of Grass 1947 unter dem Titel Endlos ist die Prärie mit Spencer Tracy und Katharine Hepburn, während Herschel Daugherty 1958 Richters Buch The Light in the Forest (Deutscher Filmtitel: Das Herz eines Indianers) verfilmte. Sein Roman The Waters of Kronos (1960) wurde 1961 mit dem National Book Award in der Kategorie Prosa (Fiction) ausgezeichnet. Im selben Jahr wurde er in die American Academy of Arts and Letters gewählt.
Nach dem Roman A Country of Strangers (1966) erschien mit The Rawhide Knot and Other Stories 1978 posthum eine Sammlung von Kurzgeschichten.